# Dana DeArmond
Dana DeArmond nascuda el 16 de juny de 1979 a Fort Bragg, Carolina del Nord, és una actriu porno estatunidenca que va entrar en la indústria el 2004 als 24 anys; reconeix que escull acuradament els seus projectes.

## Biografia

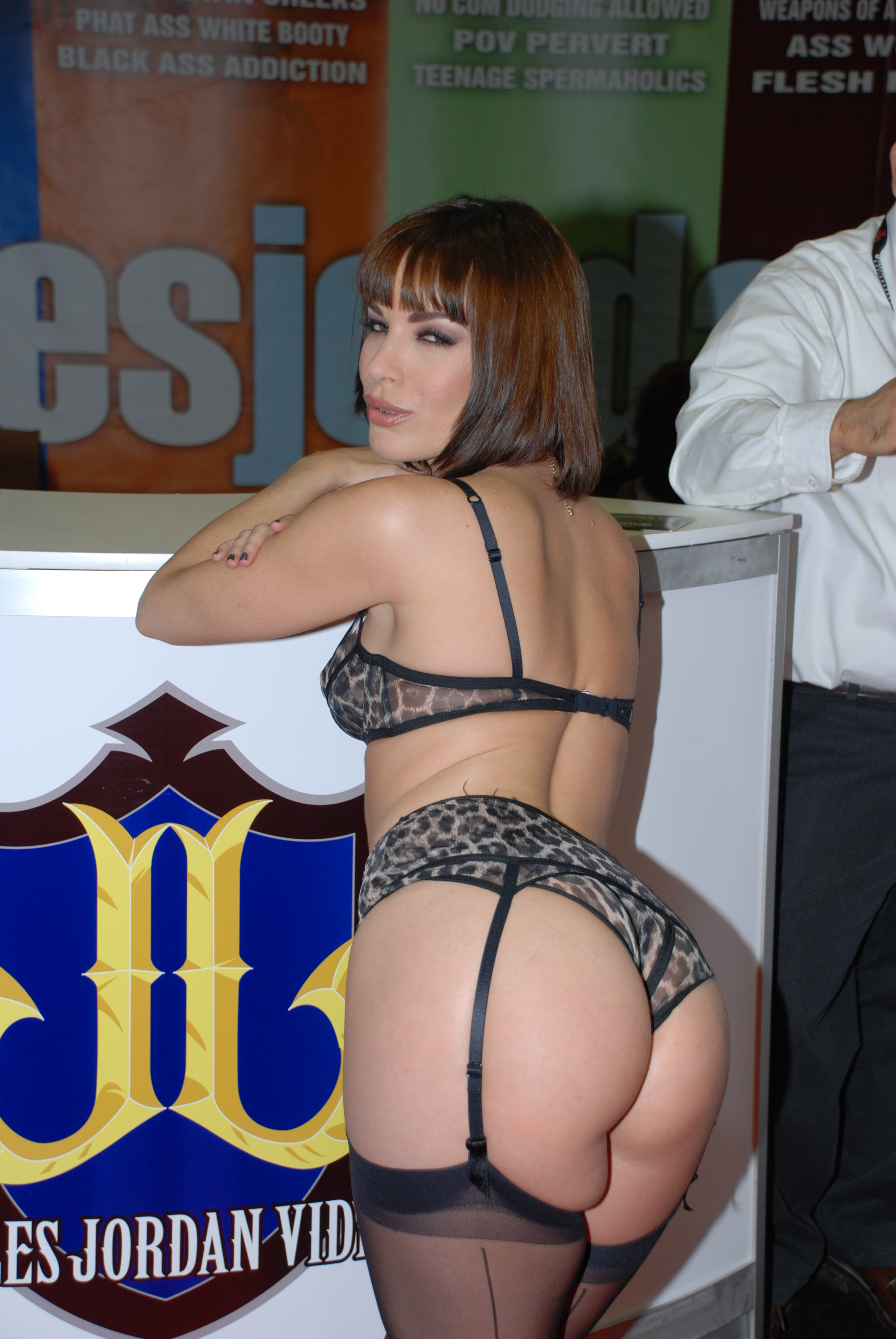
Dana DeArmond durant els Erotica Los Angeles 2009

En l'adolescència, DeArmond va ser una figura en el skater, va estar en el mateix club de skate que Sunny Lane. DeArmond havia treballat com a ballarina de carrer en Disney World i en complir els 18 anys va treballar com stripper a Florida i Califòrnia abans de dedicar-se a la indústria del porno. DeArmond va guanyar una popularitat enorme abans de donar el salt davant una càmera, passant a ser tota una celebritat en Internet comptant amb més de 526145 amics a la seva pàgina de MySpace, lloc que també usa com a blog personal, on sol pujar tant videoblogs com posts. A més, des d'abril de 2009 també usa els serveis de Twitter per comunicar-se amb els seus fans. Dana afirma a la seva pàgina de MySpace que Theinternetsgirlfriend.com és el seu website oficial i exclusiva. La seva filosofia de vida és straight edge, dient "era una borratxa despreocupada. Jo no tenia cap agenda i m'agradava estar sempre de festa i fent el que em vingués de gust. Però llavors vaig deixar de beure i em vaig enfocar en això. Em vaig marcar la meta de moderar-me, desitjava canviar la meva vida i vull seguir amb la meva merda.""
Després que la casa de Dana i totes les seves pertinences van ser destruïdes pel foc el gener de 2007, la indústria adulta va participar en diverses activitats benèfiques a la recerca de fons per ajudar a recuperar el que havia perdut.
DeArmond era una de les models destacades del foto-book de Michael Grecco, L'ambició nua: Mirada al Cinema R i X i del treball de Dave Naz L.A. Bondage.
DeArmond va ser convidada a donar conferències sobre la indústria porno per a la seu de la Universitat de Califòrnia d'Irvine i Santa Bàrbara. Té una gran amistat amb la també pornostar Belladonna.

## Premis
- 2007 AVN Award nominada – Millor Escena Oral en el Video (Chemistry – nominada amb Jack Lawrence)
- 2007 AVN Award nominada – Millor Escena de trio en (Joanna's Angels 2 – nominada amb Sabrina Sparx i Tommy Pistol)[12]
- 2007 FAME Award finalista – Debutant Femenina Favorita[13]